# Booker Washington Theatre
Das Booker Washington Theatre war ein Theater in St. Louis, das ausschließlich für ein farbiges Publikum spielte. Es wurde 1913 gegründet und musste 1930 aus finanziellen Gründen schließen. Im Booker Washington Theatre hatte 1919 Josephine Baker ihre ersten Auftritte vor Publikum. Das Theater wurde nach dem Bürgerrechtler Booker T. Washington benannt.